# Tom Hooper
Pour les articles homonymes, voir Hooper.
Thomas « Tom » Hooper est un réalisateur britannique, né le 5 octobre 1972 à Londres.
Il est connu pour avoir réalisé le film biographique Le Discours d'un roi, sorti en 2010 porter par le tandem Colin Firth, Geoffrey Rush et Helena Bonham Carter pour lequel il remporte le Bafta et l'Oscar du meilleur réalisateur. 

## Biographie

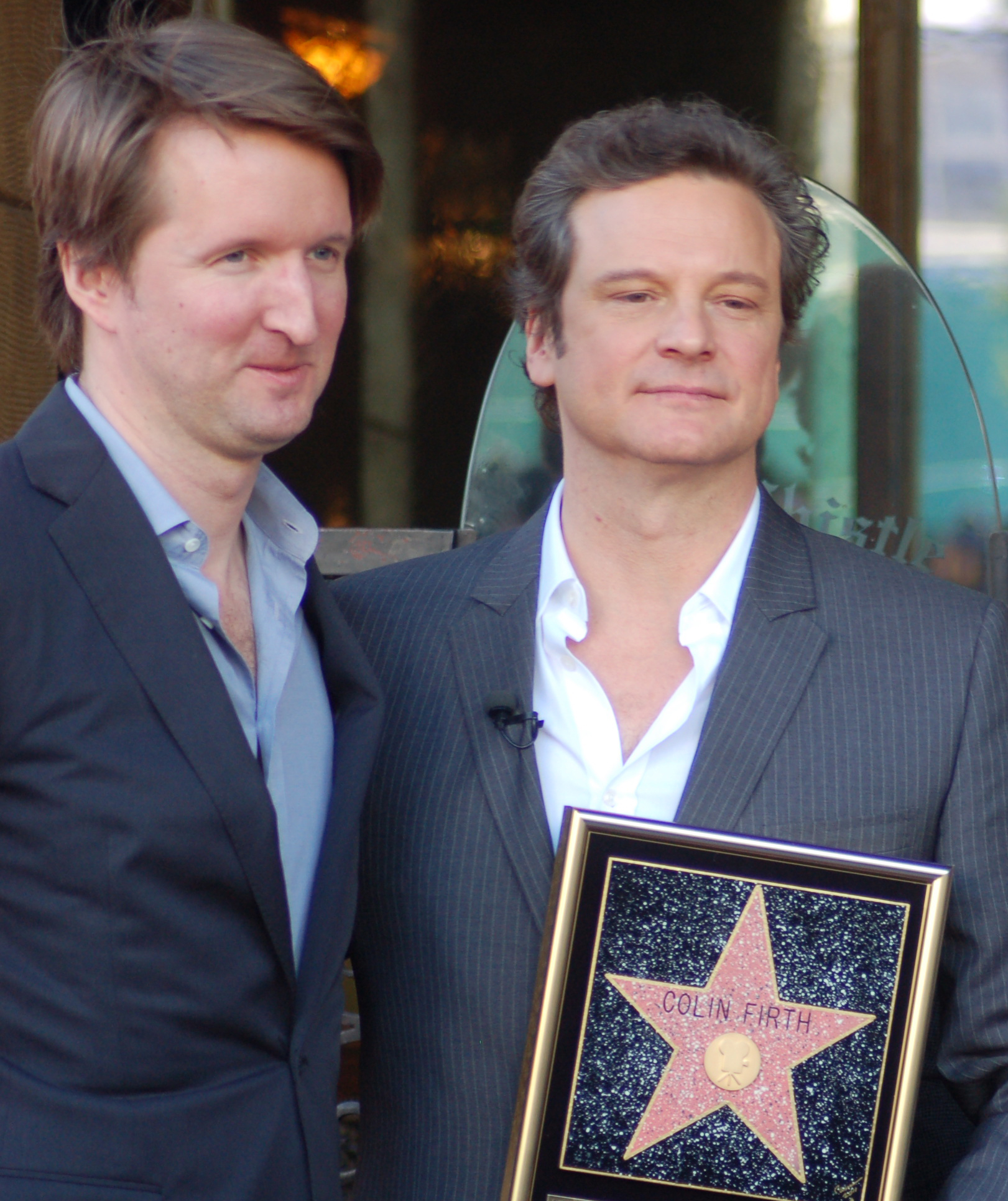
Tom Hooper et Colin Firth.

Après un premier long-métrage autour de l'entraîneur de football anglais Brian Clough, The Damned United, sorti en 2009, Tom Hooper se révèle au public international en 2010 grâce au film historique Le Discours d'un roi qui cumule succès critique (avec 12 nominations aux Oscars, il décroche 4 trophées majeurs dont meilleur film et meilleur réalisateur) et public.
En 2012, il réalise une adaptation cinématographique de la comédie musicale tirée du roman de Victor Hugo, Les Misérables, avec Hugh Jackman en Jean Valjean et Anne Hathaway en Fantine. Malgré son succès critique et commercial, la presse française accuse le film de détruire l'essence du roman de Victor Hugo.
En 2015, il réalise le film biographique Danish Girl, qui retrace l'histoire de Lili Elbe, interprété par Eddie Redmayne. Le film rencontre un succès auprès de son public.
En 2013 il est le président du jury du 16e Festival international du film de Shanghai.
En 2019, il adapte une autre comédie musicale à succès, Cats. Cette dernière est portée par Francesca Hayward, Jennifer Hudson, Taylor Swift, James Corden, Judi Dench et Idris Elba. Néanmoins, à la sortie du film, cette adaptation est un échec aussi bien commerciales que critiques et s'impose même comme un des pires films de la décennie 2010. Pour ce film, il remporte le Razzie Awards du pire réalisateur. 

## Filmographie

### Cinéma
- 2002 : Yellow Bird (court métrage)
- 2004 : Red Dust
- 2009 : The Damned United
- 2010 : Le Discours d'un roi (The King's Speech)
- 2012 : Les Misérables
- 2015 : Danish Girl
- 2019 : Cats

### Télévision
Téléfilms
- 2006 : Longford

Séries télévisées
- 1999 : Cold Feet : Amours et petits bonheurs (2 épisodes)
- 2005 : Elizabeth I
- 2008 : John Adams
- 2019 : À la croisée des mondes (2 épisodes, Jordan collège et Images du Nord)

## Distinctions

### Récompenses
- Oscars 2011 : Meilleur réalisateur et Meilleur film pour Le Discours d'un roi
- Festival du film de Hollywood 2015 : Hollywood Director Award pour Danish Girl
- Razzie Awards 2020 : pire réalisateur pour Cats